# Sergio Aguero (ur. 1994)
Sergio Fabian Ezequiel Aguero (ur. 7 kwietnia 1994 w La Rioja) – malezyjski piłkarz urodzony w Argentynie, grający na pozycji napastnika. Zawodnik tajskiego klubu  Kanchanaburi Power.